# Versos arquilóquicos
Se llaman versos arquilóquicos a dos metros o medidas poéticas que Arquíloco inventó o renovó.
Comprenden el metro o arte menor, que consta de dos dáctilos y medio y el metro o arte mayor formado por cuatro dáctilos y tres espondeos. la unión de un verso de los de primera clase con el siguiente dímetro yámbico se llama elegiamba y jambelego si está invertida la disposición de los dos miembros del dímetro yámbico. Estos cuatro metros se emplean en las cuatro clases de estrofas de arte arquilóquico; en las primeras alterna el hexámetro con el verso arquilóquico menor (Horacio, Oda IV), en las segundas un hexámetro con el jambelego (Horacio, Epodo 13) en las terceras un trímetro yámbico con el elegiambo (Horacio, Epodo 11), en las de cuarta clase el verso de arte arquíloco mayor con el trímetro yámbico cataléctico (Horacio, Oda I)